# قطعنامه ۷۴ شورای امنیت
قطعنامه  ۷۴ شورای امنیت سازمان ملل متحد که در تاریخ ۱۶ سپتامبر ۱۹۴۹ تصویب شد، سندی بین‌المللی دربارهٔ انرژی اتمی: کنترل بین‌المللی است. این قطعنامه طی نشست ۴۴۷ام با ۹ موافق، ۰ مخالف و ۲ ممتنع تصویب شد.